# Hagenskov

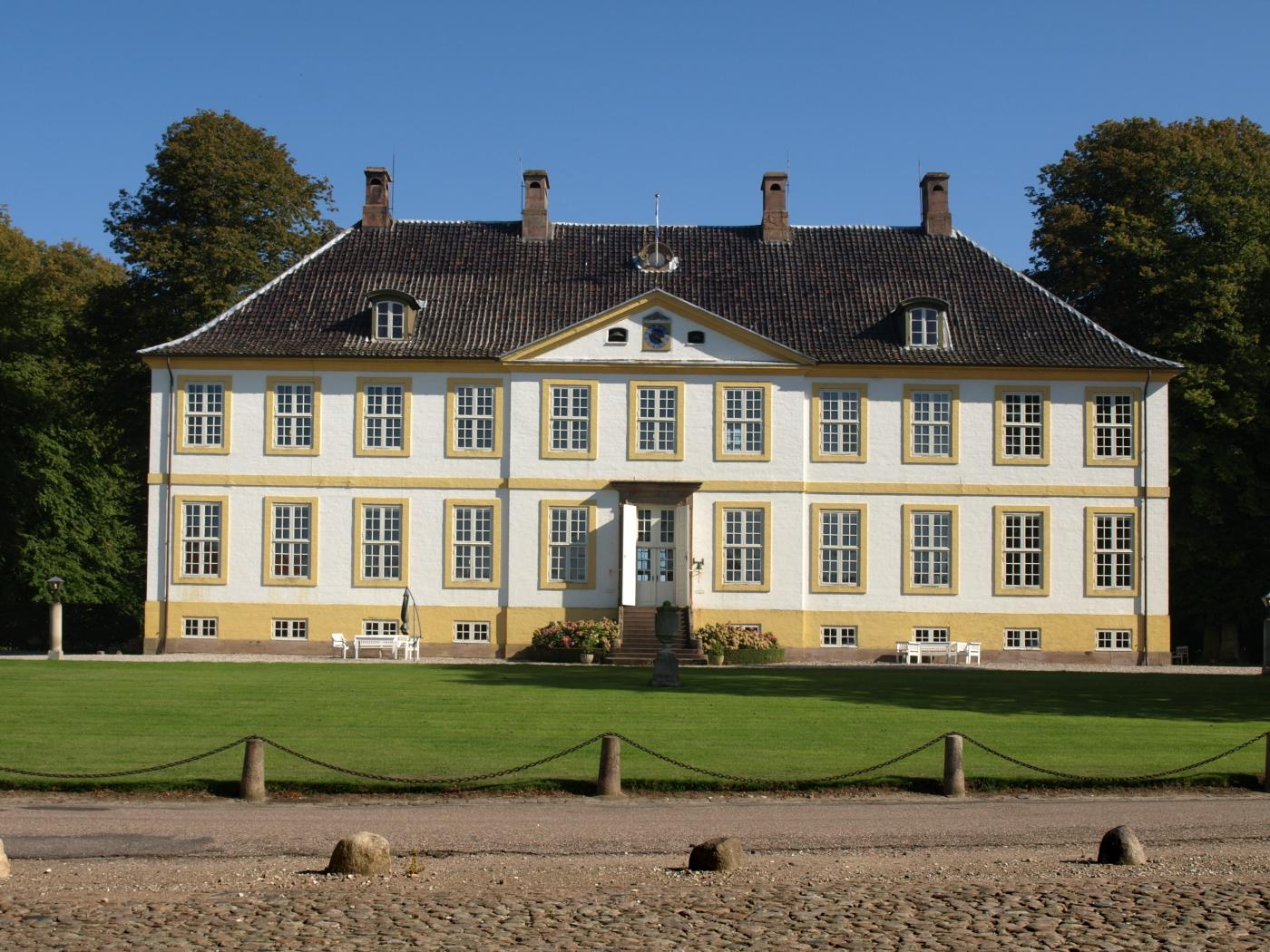
Das Herrenhaus von Hagenskov von Nordwesten gesehen

Hagenskov (ehemals Frederiksgave) ist eine Gutsanlage in der Region Syddanmark auf der Insel Fünen in Dänemark.

## Erhaltene Bauwerke
Im Südosten der Anlage liegt das Herrenhaus. Es ist ein zweistöckiger klassizistischer Putzbau mit einem Mittelrisalit aus den 1770er Jahren. Das elfachsige Gebäude wird von einem Walmdach gedeckt. Gegenüber – durch eine öffentliche Durchgangsstraße vom Herrenhaus getrennt – befinden sich die ehemaligen Wirtschaftsgebäude des Gutes, die hufeisenförmig um einen großen Innenhof angeordnet sind.

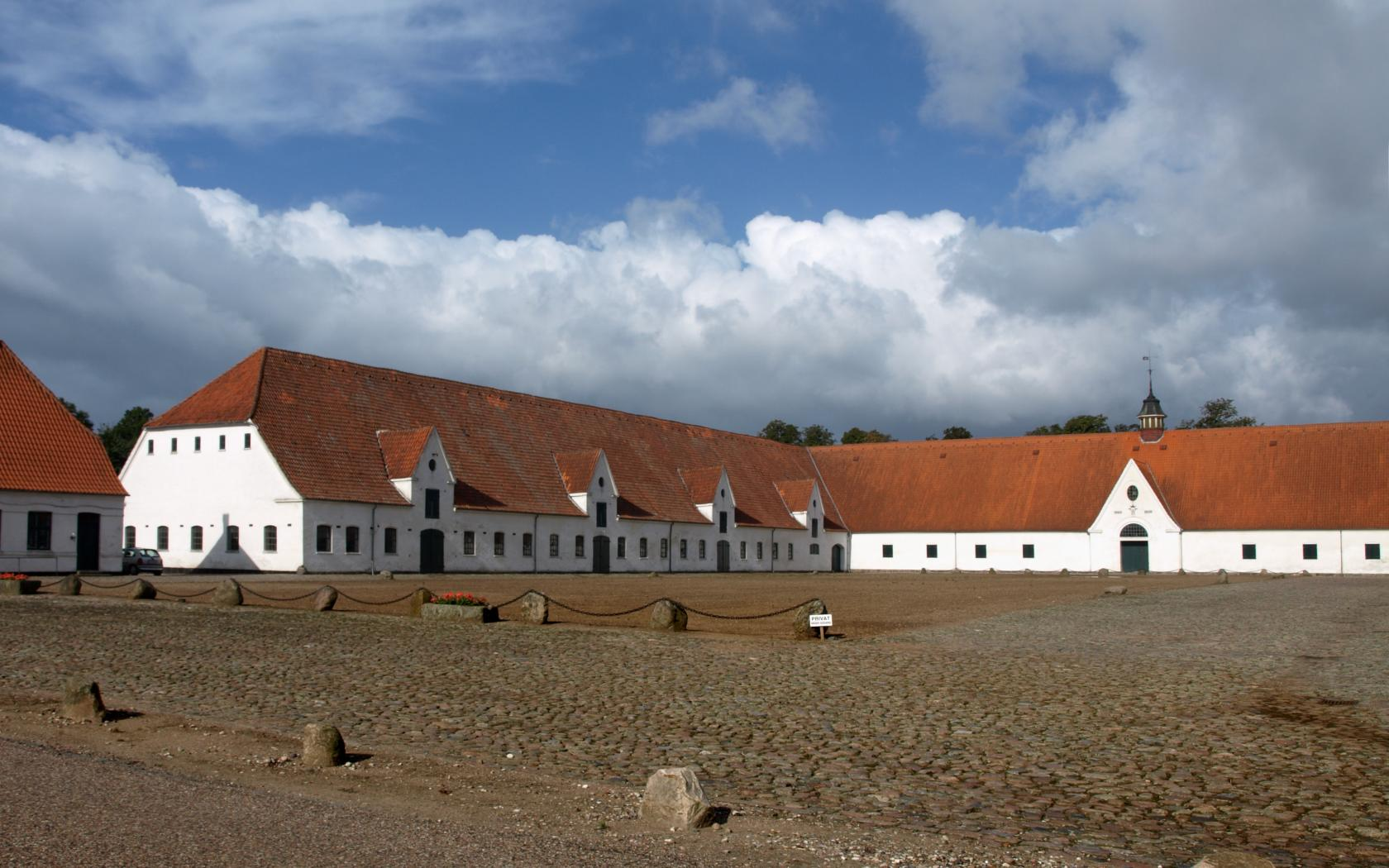
Die Wirtschaftsgebäude sind zumeist verputzt, außerdem gibt es einige Fachwerkbauten.
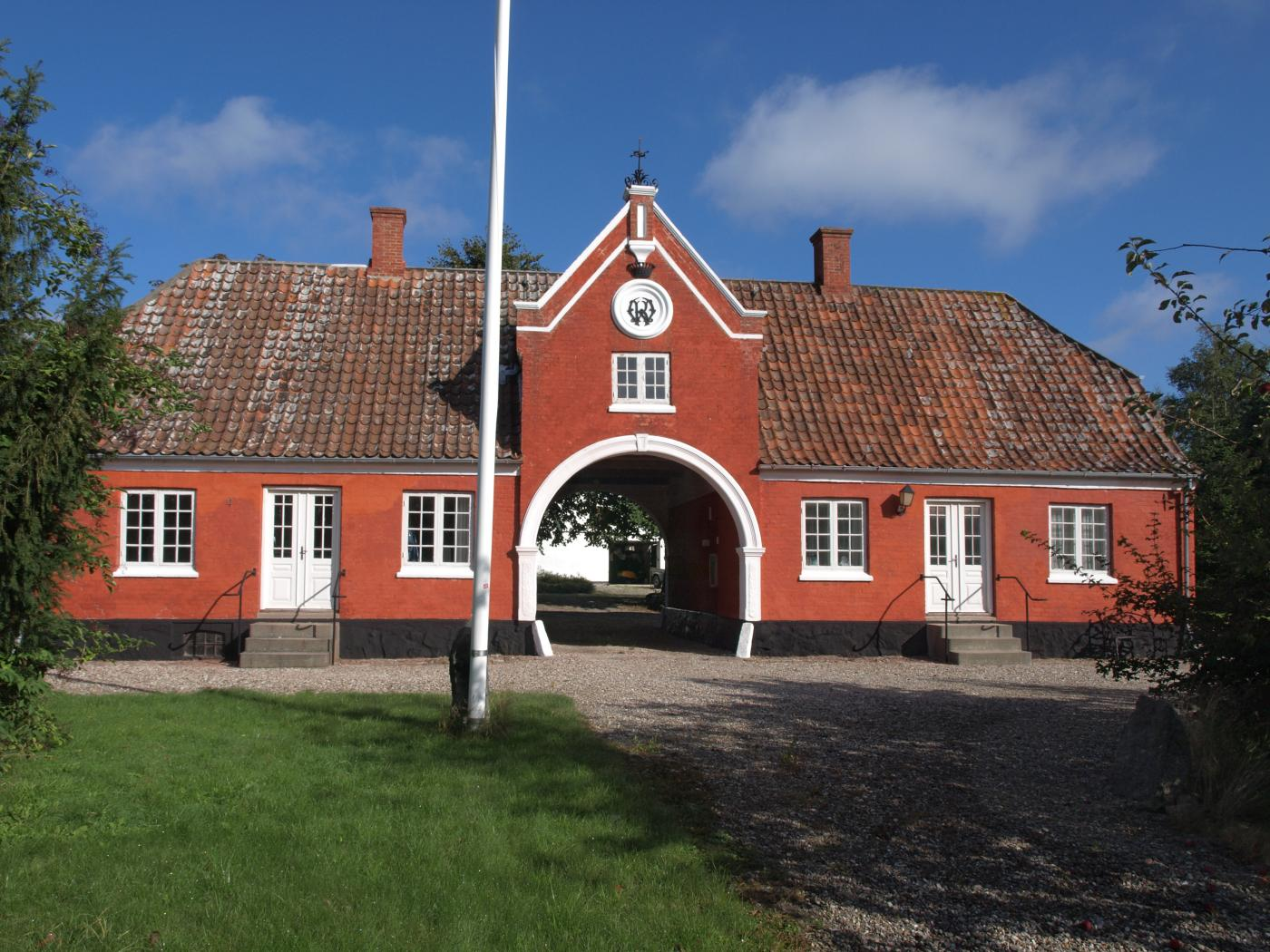
Das ehemalige Torhaus liegt nördlich des Gutes im heutigen Siedlungsbereich des Dorfes Ebberup.
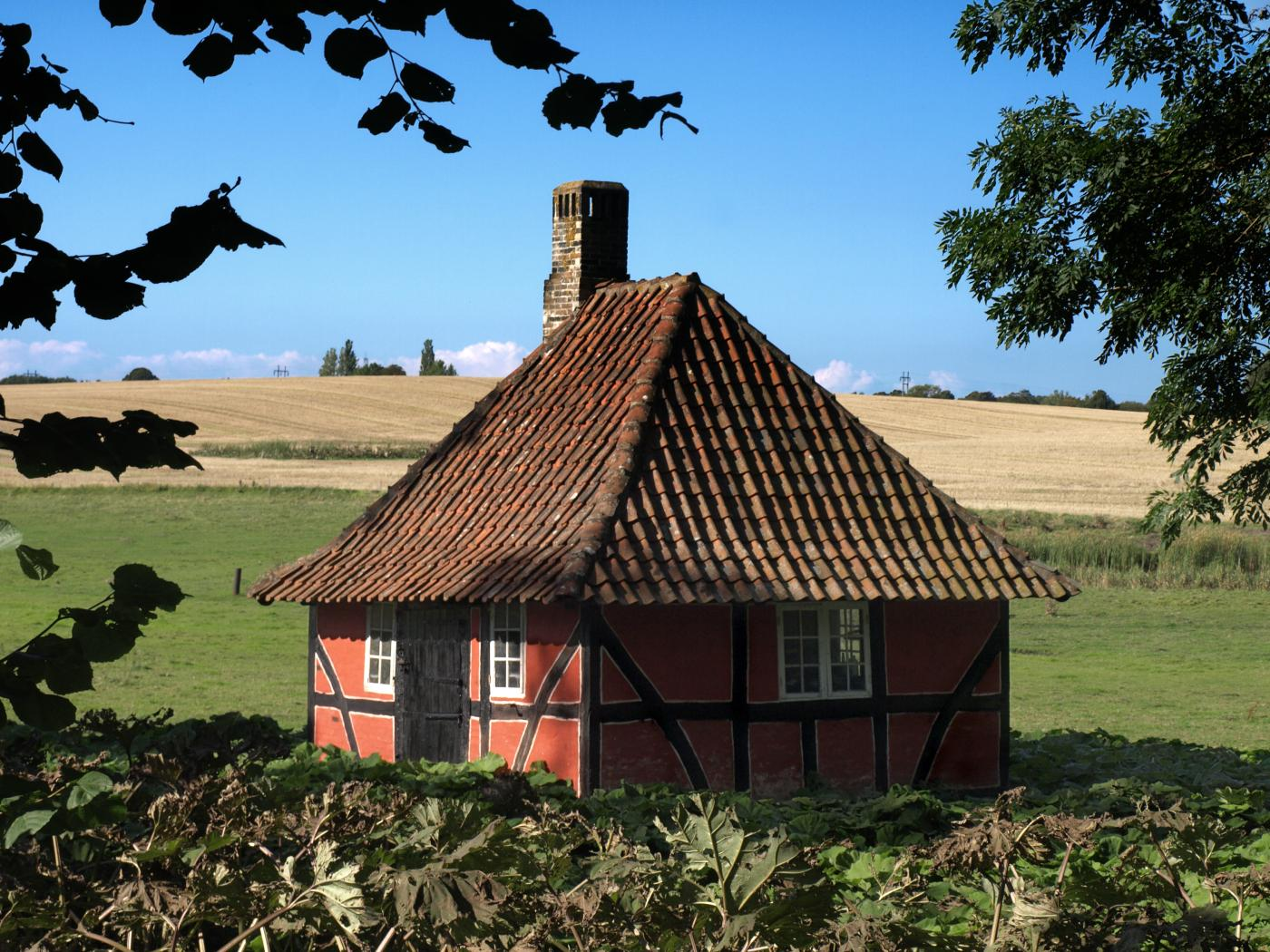
Ein Nebengebäude

## Vorgängerbau

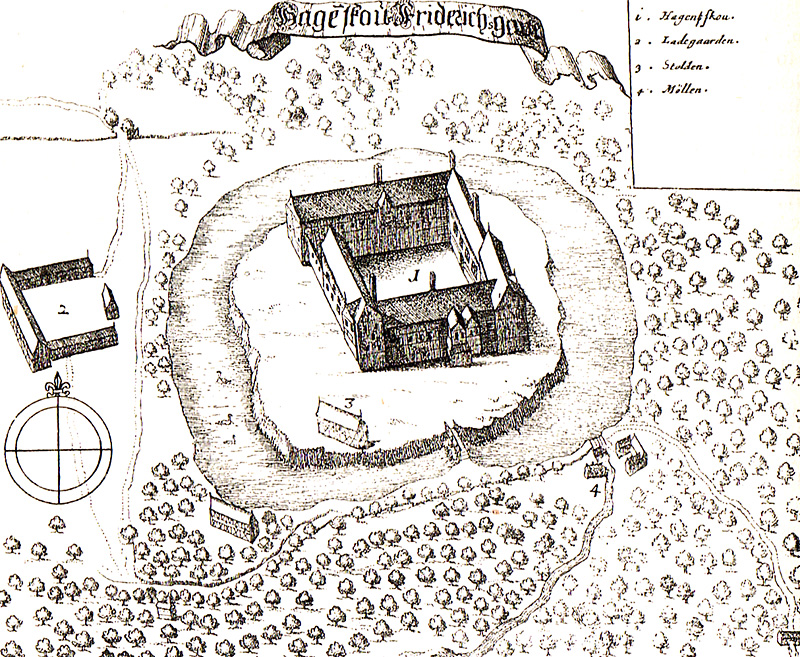
Die mittelalterliche Burg im 17. Jahrhundert

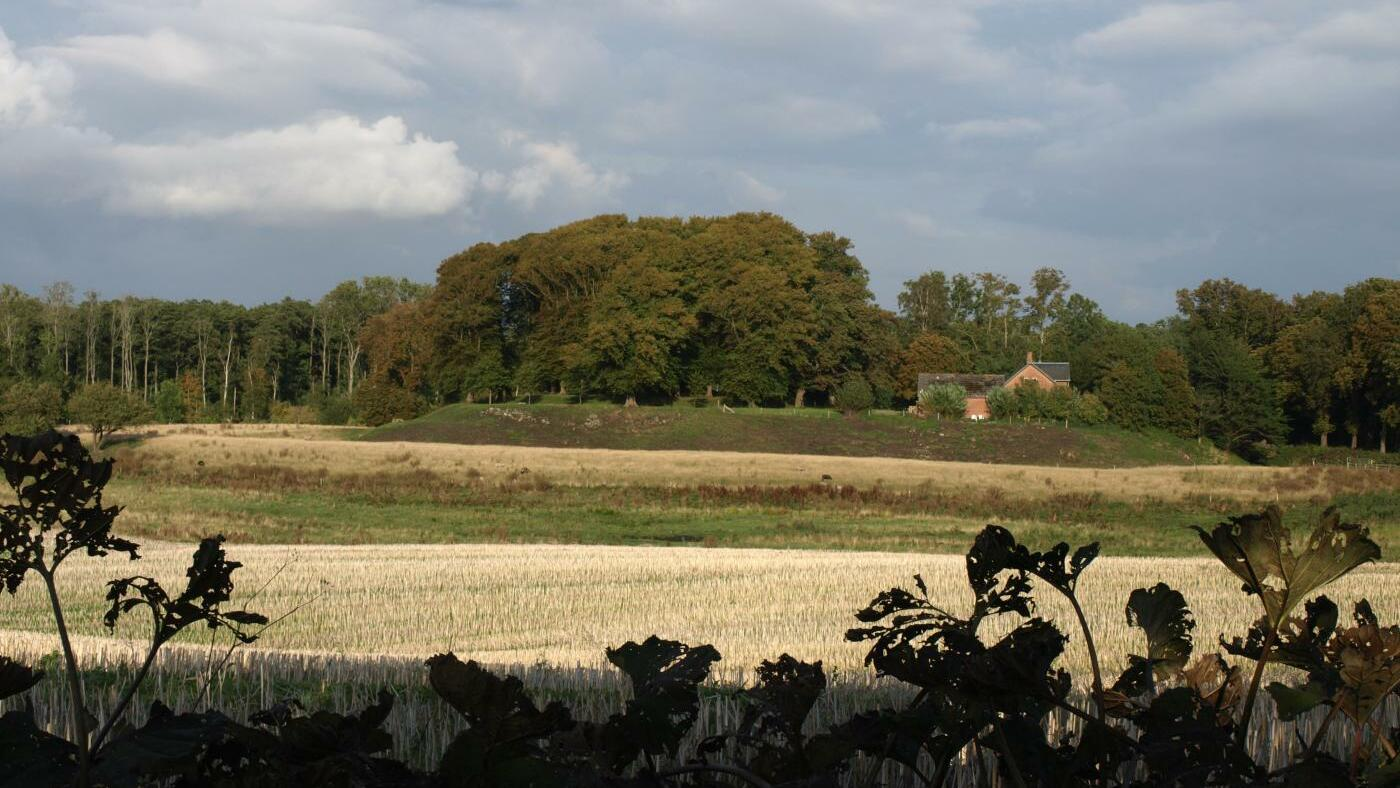
Der Burghügel im Jahr 2014

Ursprünglich war Hagenskov eine vierflügelige, zweigeschossige mittelalterliche Burganlage, die ungefähr 100 m lang und 70 m breit war. Die Burg lag auf einem Hügel einige hundert Meter südöstlich der heutigen Gutsanlage. Hagenskov galt als eine der sichersten Burgen Dänemarks. Die Besitzungen schlossen über 8000 ha Land und 220 Bauernstellen ein.

## Geschichte
Erstmals wurde Hagenskov 1251 erwähnt, als König Abel eine Anordnung erließ, die die Bürger Faaborgs von den Zollabgaben befreite.
Im Jahr 1259 verschleppte König Kristoffer I. nach einer Fehde den Erzbischof Jacob Erlandsen und sperrte ihn in den Kerker von Hagenskov.
1396 gelang es Königin Margrethe, Hagenskov von den holsteinischen Grafen zurückzukaufen, und danach blieb das Gut fast 300 Jahre im Besitz der dänischen Krone.
Frederik III., erster absoluter Monarch Dänemarks, vermachte Hagenskov einem seiner Getreuen, Niels Ottesen Banner. Als Zeichen seiner Dankbarkeit bat Banner den König um Erlaubnis, das Gut auf den Namen Frederiksgave umzubenennen. Diesen Namen trug es bis 1962.

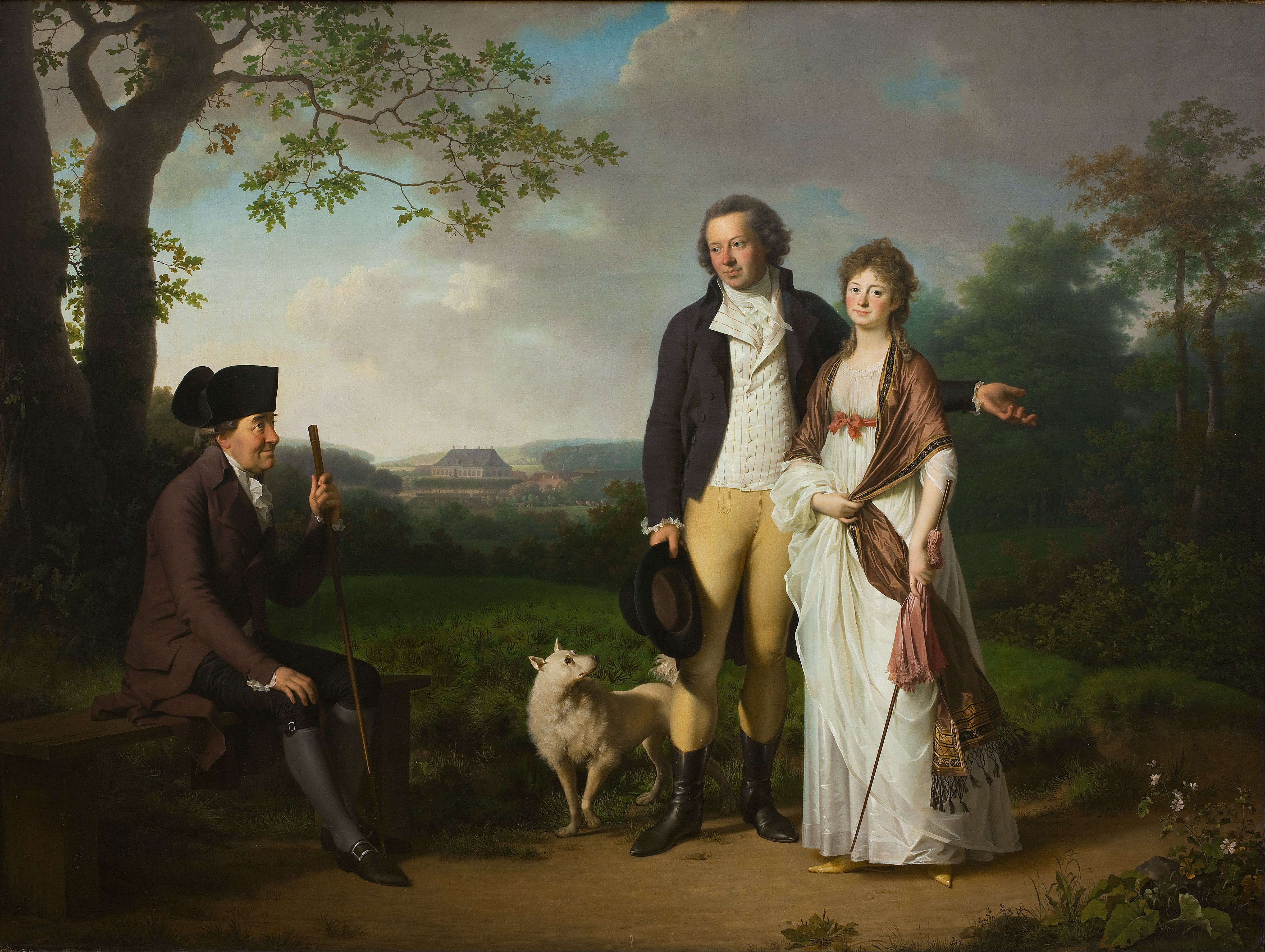
Niels Ryberg (links) mit seinem Sohn Johan Christian und seiner Schwiegertochter Engelke geborene Falbe

1741 brannte die alte mittelalterliche Burg bis auf die Grundmauern nieder.
Nachdem der Kaufmann Niels Ryberg das Anwesen erworben hatte, baute er in den 1770er Jahren das heutige Herrenhaus im klassizistischen Stil einige hundert Meter von der alten Burg entfernt. Der Architekt war G. E. Rosenberg. Der alte Burghügel wurde geräumt, teilweise abgetragen und zu einem terrassenförmigen Lustgarten umgewandelt. Er ist heute öffentlich zugänglich.
Niels Ryberg galt als sozial engagiert, er war einer der ersten Gutsbesitzer, der den Bauern die Freiheit gab. Er gründete die erste Praxis für Geburtshilfe und engagierte sich im Bildungswesen und in Kirchenangelegenheiten. Nach Rybergs Tod im Jahr 1804 übernahm zunächst dessen Sohn das Gut. 1813 ging es nach dem Konkurs des Gutsbesitzers in Staatseigentum über.
Es folgte eine Reihe wechselnder Eigentümer:
- 1854 wurde das Gut nach einer Auktion vom Weddelsborg-Gut übernommen
- 1942 erwarb es der Weinhändler und Konsul Thor Andersen
- 1954 ging es an Preben Caroc Claus Schall Holberg. Dieser erreichte, dass das Herrenhaus ab 1962 als nationales Denkmal eingetragen wurde und das Anwesen den alten Namen Hagenskov wieder führen durfte.
- 1978 kaufte Britta Schall Holberg, Tochter von Preben Caroc Claus Schall Holberg, das Gut. Sie betrieb es bis 2009, ab 2005 zusammen mit ihrem Sohn Jacob Caroc Claus Schall Holberg.
- 2009 wurde Jacob Caroc Claus Schall Holberg Eigentümer von Hagenskov.